# Калиберда, Денис Викторович
Дени́с Ви́кторович Калиберда́ (укр. Денис Вікторович Каліберда; род. 24 июня 1990 года, Полтава) — немецкий волейболист украинского происхождения, доигровщик национальной сборной, призёр чемпионатов мира и Европы.

## Карьера
Денис Калиберда родился в Полтаве в волейбольной семье. Его отец Виктор Калиберда был игроком волейбольной сборной Украины.
Профессиональную карьеру начал в 1999 году в Германии, где провёл более 10 сезонов. Наибольших успехов добился в составе Унтерхахинга, с которым дважды выигрывал национальный Кубок (2010, 2011) и дважды становился вице-чемпионом Германии (2009/10, 2011/12). В дальнейшем играл в итальянских и польских клубах. В сезоне 2016/17 в составе Кучине-Лубе выиграл Кубок Италии и национальное первенство.
В сборной Германии дебютировал в 2008 году, год спустя был в составе сборной, выигравшей Евролигу. В 2012 году был игроком основного состава олимпийской сборной. В Лондоне принимал участие в пяти играх (он пропустил только игру последнего тура группового этапа с бразильцами). Суммарно за пять олимпийских игр Калиберда набрал 41 очко (37 в атаке и 4 на блоке), показав лучший результат (13 очков) в игре с Тунисом.
В 2014 году в составе сборной завоевал бронзовые медали чемпионата мира, прошедшего в Польше. Три года спустя, вновь в Польше, стал вице-чемпионом Европы и вошел в символическую сборную турнира на позиции лучшего доигровщика, которую он разделил с россиянином Дмитрием Волковым.